# Нажимеденов, Жумекен Сабырович
Жумекен Сабырович Нажимеденов (каз. Жұмекен Сабырұлы Нәжімеденов; 28 ноября 1935, аул Кошалак, Западно-Казахстанская область, Казакская АССР, РСФСР — 22 ноября 1983, Алма-Ата, Казахская ССР) — казахский поэт, писатель и переводчик. Автор слов нынешнего гимна Казахстана.

## Биография
Родился в ауле Кошалак (ныне Курмангазинский район Атырауской области Республики Казахстан). Происходит из рода алаша племени байулы Младшего жуза.
Рос и воспитывался у своего деда — Нажимедена Стамгазиева. Именно он привил мальчику любовь к слову, истории родины, а также традициям казахского народа, что оказало влияние на формирование его личности. Дед рассказывал внуку об его знаменитых предках — Картпенбет-жырау (прадед в шестом колене) и его старшей сестре Косуан (мать Махамбета Утемисова).
В 1956-59 гг. учился в Казахской Государственной консерватории (ныне Казахская Национальная консерватория имени Курмангазы). Позже работал редактором издательства «Жазушы» (Писатель), заведующим отделом газеты «Лениншіл жас» (Ленинская молодёжь), литконсультантом Союза писателей Казахстана, редактором Госкомиздата, заведующим отделом издательства «Мектеп» (Школа).

## Творчество Жумекена Нажимеденова
В 1961 г. вышел первый лирический сборник Жумекена Нажимеденова «Балауса» (Нива). Четыре года спустя — очередной сборник «Нет, нельзя забывать». Всего при жизни Ж. Нажимеденова было опубликовано десять сборников стихов и поэм, а также три романа — «Ақ шағыл» («Белые пески») (1973 г.), «Кішкентай» («Маленький») (1975 г.), «Даңқ пен дақпырт» («Слава и молва») (1978 г.).
Не дожив шесть дней до своего 48-летия Жумекен Нажимеденов скончался 22 ноября 1983 года. После смерти поэта в свет вышли ещё десять сборников, в которые вошли неопубликованные при жизни стихи, поэмы, повести, романы, статьи, переводы и девять кюев. Его произведения были переведены и опубликованы на многих языках. В свою очередь Жумекен Нажимеденов перевёл на казахский язык произведения А. Вознесенского, Е. Евтушенко, Н. Хикмета и др.

## Гимн Казахстана
Жумекен Нажимеденов является автором текста действующего гимна Республики Казахстан. Текст песни «Менің Қазақстаным» был написан им в начале его творческого пути, в возрасте 21 года. Тогда на его стихи «Мой Казахстан» музыку написал композитор Шамши Калдаяков. В исполнении Жамал Омаровой песня стала очень популярной, чуть ли не народным гимном. Авторы и не мечтали об этом. И когда речь зашла о создании нового гимна Республики, президент Казахстана Нурсултан Назарбаев выбрал эту песню.
11 января 2006 года песня «Менің Қазақстаным» (Мой Казахстан) впервые зазвучала в качестве Государственного гимна страны под сводами столичной резиденции «Ақ Орда» в торжественный момент вступления Нурсултана Назарбаева в должность Президента Республики Казахстан.

## Основные произведения
- Сборник поэзии «Күй кітабы» (Книга кюев)
- Сборник поэзии «Ашық аспан» (Ясное небо)
- Сборник поэзии «Менің топырағым» (Моя земля)
- Роман «Ақ шағыл» («Белые пески»)
- Роман «Кішкентай» («Маленький»)
- Роман «Даңқ пен дақпырт» («Известность и молва») и др.
- Автор текста современного Гимна Республики Казахстан.

## Память
В декабре 2015 года в период празднования Дня независимости Казахстана на родине Жумекена Нажимеденова в Атырау был установлен бронзовый памятник поэту высотой 4 метра, а с пьедесталом и все 9 метров.
в Астане названа в честь него улица.

## Награды
- лауреат Государственной премии в области литературы и искусства Республики Казахстан за 2010 год за сборник стихов и поэм «Менің Қазақстаным» (посмертно)[4];